# 파파이스
파파이스 치킨 & 비스킷츠(영어: Popeyes Chicken & Biscuits)는 미국의 다국적 패스트푸드 체인점 중에 하나이며, KFC처럼 닭튀김요리로 유명하다. 본사는 플로리다주 마이애미에 있다. 200년 전 미국 뉴올리언스에서 시작된 비밀의 요리법인 케이준 쿠킹(Cajun Cooking)을 세계 최초로 도입하였다.
버거킹, 팀홀튼 등과 더불어 레스토랑 브랜즈 인터네셔널(RBI)의 계열사로, 2017년 2월에 RBI가 파파이스를 인수했다. RBI가 지불한 인수 대금은 18억 달러다.

## 의미
미국 만화 뽀빠이에 나오는 동명의 주인공 이름인 '뽀빠이(Popeye)'에 복수형 's'를 붙여 파파이(Popeye)의 가족들'이란 의미가 있다고 잘못 알려져 있지만, 실제 이름의 유래는 영화 프렌치 커넥션의 주인공 도일 형사의 별명에서 따온 것이다. 또한 Pop(큰)과 Eyes(눈)과 합쳐진 말로 '눈이 커질 만큼 맛있으며, 재미있는 레스토랑'이라는 의미이기도 하다. 영어로 쓰여진 POPEYES이나 한국사람들은 파파이스라고 한다. 정확하게 발음 하자면 "팝아이~즈"이다.

## 개요
1972년에 미국 루이지애나주 뉴올리언스 근교의 애라비에서 알 코프랜드(Al Copeland)에 의해 설립하여, 미국 남부 지방 가장 유명한 요리 비법인 '케이준 쿠킹'을 세계 최초로 도입하여 치킨, 비스킷, 라이스, 씨푸드 등 요리를 전문으로 하는 독특한 레스토랑으로 미국 내 1,500여개 매장을 비롯한 세계 20여개 국 2,600여개 매장을 보유하고 있다.
대한민국에서는 대한제당의 자회사인 (주)TS푸드앤시스템이 국내 사업권을 획득하여 1994년 서울특별시 강남구 압구정동에 1호점을 오픈한 이래 한때 220여 개 매장(KFC보다 더 많은 점포를 가짐)을 운영하였으나 웰빙의 영향과 새로운 목표들의 실패로 인해 일부 매장들이 문을 닫아 매장 수가 줄어들고 늘어나는 현상이 반복되다가 결국 2020년 12월 3일, 파파이스는 한국에서의 영업을 종료하고 철수하기로 결정했지만, 계약 종료 1년만에 신라교역(주)의 자회사 NLC와 독점 마스터 프랜차이즈 계약를 맺고 2022년 12월 16일 이후 2년 만에 4분기에 1호점을 오픈하였다.

## 대한민국 파파이스의 역사
- 1993. 7. (주)주보→해마로 상호변경
- 1994. 5. 파파이스 1호점(압구정매장) 오픈
- 1995. 4. 상호변경(TS해마로)
- 1997. 8. 파파이스 100호점 오픈
- 2004. 3. 맘스터치.캐터링 사업 양도
- 2008.12. 파파이스 매장 113개점(직영점 6, 투자점 107)
- 2009. 9. (주)TS해마로→(주)TS FC&C 상호 변경
- 2009.10. 바론즈 씨즐러 2개 매장 인수(롯데월드점, 청담점)
- 2009.12. (주)TS FC&C→(주)TS푸드앤시스템 상호 변경
- 2009.12. 파파이스 매장 115개점(직영점 6, 투자점 109)
- 2020.12. 파파이스 한국에서 철수
- 2022.12. 4분기 신라교역(주)의 자회사 NLC와 독점 계약으로 한국 재진출

## 브랜드 상징 변천사
|                 |
| 1972년 ~ 2001년 |

|                 |
| 2001년 ~ 2008년 |

|                 |
| 2008년 ~ 2020년 |

## 같이 보기
- 맘스터치
- KFC
- 버거킹
- 팀홀튼